# Les connaissez-vous ?
Les connaissez-vous ? est une pièce de théâtre en un acte d’Eugène Ionesco (1953).